# Henrik Dam Kristensen
Pour les articles homonymes, voir Kristensen.
Henrik Dam Kristensen, né le 31 janvier 1957 à Vorbasse (Danemark), est un homme politique danois, membre de Social-démocratie (SD). 
Il est président du Folketing (le Parlement danois) de 2019 à 2022.

## Biographie
Postier entre 1978 et 1986, il a ensuite travaillé dans le domaine social. Aux élections législatives du 12 décembre 1990, il devient député au Folketing, avant d'être nommé ministre de l'Agriculture et de la Pêche, le 27 septembre 1994, dans la coalition de Poul Nyrup Rasmussen. Ses compétences sont élargies deux ans plus tard, et il prend le titre de ministre de l'Alimentation, de l'Agriculture et de la Pêche le 30 décembre 1996. Le 23 février 2000, il est choisi comme nouveau ministre des Affaires sociales. 
À la suite des élections législatives du 20 novembre 2001, les SD passent dans l'opposition. Désigné porte-parole du groupe parlementaire pour les Affaires européennes, il est élu député européen en 2004, mais retourne siéger au Folketing dès les élections législatives du 13 novembre 2007. Le centre gauche retrouve finalement le pouvoir, lors des élections législatives du 15 septembre 2011, et il devient, le 3 octobre, ministre des Transports du gouvernement de Helle Thorning-Schmidt. Il quitte le gouvernement le 9 août 2013 et y revient, le 10 octobre 2014, comme ministre de l'Emploi.